# 加藤文枝
加藤 文枝（かとう ふみえ）は、日本のチェロ奏者。京都府京都市出身。同志社高等学校卒業。妹は同じくチェロ奏者の加藤菜生。

## 来歴
- 2002年　京都芸術祭「世界に翔く若き音楽家たち」に出演。
- 2005年　東京藝術大学音楽学部器楽科に入学。
- 2006年　アゼリア新人演奏会にて、大阪センチュリー交響楽団と共演。
- 2006年　9月から1年間、京都フランス音楽アカデミーのスカラシップ、給付生によりパリ・エコール・ノルマル音楽院に留学。アラン・ムニエのもとで研鑽を積む。
- 2008年　京都・青山音楽記念館バロックザールにおいてソロリサイタルを行う。アンサンブル「プロジェクトQ・第6章～若いクァルテット、ハイドンに挑戦する」に参加出演。
- 2009年　東京藝術大学内にて安宅賞受賞。2月、第35回藝大室内楽定期演奏会に出演。
- 同年5月、「第44回JTが育てるアンサンブルシリーズ」に出演。
- 芸大プロジェクト「メンデルスゾーン生誕200年記念企画～室内楽の夕べ～」に出演。
- 7月、学内のモーニングコンサートにて、芸大フィルハーモニアとデュティユーのチェロコンチェルト「遥かなる遠い国へ」を共演。
- 2010年　東京藝術大学器楽科をアカンサス音楽賞を受賞し卒業。同大学院修士課程に進学。
- これまでに杉山實、ピーター・バラン、ドナルド・リッチャー、河野文昭に師事。

## 受賞歴
- 2000年　第10回 日本クラシック音楽コンクール 全国大会 中学生の部 第3位受賞
- 2000年　第11回 札幌ジュニアチェロコンクール　優秀賞、山藤賞受賞
- 2001年　第1回 泉の森ジュニアチェロコンクール 高校生以上の部 金賞受賞
- 2002年　京都芸術祭、奨励賞受賞
- 2006年　第7回 ビバホールチェロコンクール 第4位受賞
- 2008年　第8回 ビバホールチェロコンクール 第1位受賞
- 2009年　第13回松方ホール音楽賞　特賞受賞
- 2009年　第7回東京音楽コンクール 弦楽部門 第2位受賞
- 2010年　第8回東京音楽コンクール 弦楽部門 第2位受賞